# Rajki (Sveti Lovreč)
Rajki is een plaats in de gemeente Sveti Lovreč in de Kroatische provincie Istrië. De plaats telt 33 inwoners (2001).